# Pterolophia caledonica
Pterolophia caledonica är en skalbaggsart som beskrevs av Stefan von Breuning 1976. Pterolophia caledonica ingår i släktet Pterolophia och familjen långhorningar. Inga underarter finns listade i Catalogue of Life.